# Luidia avicularia
Luidia avicularia är en sjöstjärneart som beskrevs av Fisher 1913. Luidia avicularia ingår i släktet Luidia och familjen sprödsjöstjärnor. Inga underarter finns listade i Catalogue of Life.